# Moriarty (roman)
Moriarty est un roman policier britannique d'Anthony Horowitz paru en 2014.
Dans sa traduction française, paru chez Calmann-Levy, le titre complet est Moriarty : Une aventure de Sherlock Holmes et, chez Hachette, Sherlock Holmes est mort. Vive Moriarty. Après La Maison de soie, c'est le deuxième roman où l'auteur situe son récit dans l'univers de Sherlock Holmes.

## Résumé
Juste après la disparition de Sherlock Holmes et de son ennemi juré, le professeur Moriarty dans les chutes de Reichenbach, l'inspecteur Athelney Jones de Scotland Yard rencontre un homme qui se présente comme étant Frederick Chase, détective à l’agence Pinkerton de New York.
Chase enquête sur les liens entre Moriarty, qui contrôlait la pègre à Londres et un certain Devereux, qui lui est le chef de la pègre américaine. Effectivement Jones trouve cachée dans les habits du cadavre repêché au pied de la chute et censé être celui de Moriarty, une lettre codée. Jones met alors en œuvre les méthodes de Sherlock Holmes, qu'il a rencontré de son vivant et qu'il admire, pour décoder la lettre. Jones et Chase s'associent pour traquer la bande de Devereux qui a mis la main sur la pègre londonienne avec des méthodes brutales. Les lieutenants de Devereux meurent étrangement les uns après les autres, au fur et à mesure que l'enquête avance.

## Éditions
- Calmann-Levy, 2014,  (ISBN 2702154654)
- Hachette 2014,  (ISBN 2012044360)